# Раду III Красивый
Раду III Красивый (рум. Radu cel Frumos; 1438 или 1439 — январь 1475) — господарь Валахии (декабрь 1462 — ноябрь 1473, декабрь 1473 — весна 1474, весна—сентябрь 1474, октябрь 1474 — январь 1475), младший брат Влада Цепеша.
В 1443 году Раду и Влад были отданы в Османскую Империю заложниками к султану Мураду. Раду принял ислам. Когда султан Мурад отправил Влада в Валахию захватывать трон, Раду остался при османском дворе.
После того, как Мехмед стал султаном, Раду участвовал в его войнах против Узун-Гасана, а в 1462 году отправился вместе с войсками Мехмеда в Валахию для свержения старшего брата Влада с престола, что ему и удалось. Сам Влад бежал в Венгрию из-за восстания против него бояр, а Раду стал господарем.
За время своего правления Раду Красивый успел повоевать с молдавским господарем Штефаном чел Маре, который в итоге и помог Басарабу III Старому свергнуть Раду.
Раду Красивый был женат на Марии Деспине, и в браке у него была единственная дочь — Мария Войкица. Во время одного из военных столкновений с Молдовой Раду с семьёй оказались в осаде в крепости Дымбовица, откуда сам Раду бежал, а его жена и дочь оказались заложницами Штефана чел Маре.
Раду Красивый неоднократно возвращал себе трон, но после 1475 года исчез. В Молдавско-немецкой летописи 1457—1499 упоминается, что он пропал без вести.

## Образ в кино
- «Князь Дракула» / «Dark Prince: The True Story of Dracula» (США; 2000) режиссёр Джо Шаппелл[англ.], в роли Раду Красивого — Майкл Саттон[англ.].
- сериал «Фатих» / «Fatih» (Турция; 2013) режиссёр Мерве Гиргин, в роли Раду ІІІ — Андреа Пежич, австралийская манекенщица и модель сербско-хорватского происхождения, трансгендерная женщина.
- «Штефан Великий. История Молдовы» / «Stephen the Great. History of Moldova» (Молдова, 2018) режиссёр Александр Дедков, в роли Раду III Красивого — Вадим Кальнев, молдавский исторический реконструктор, киберспортсмен, профессиональный игрок серии «Mount & Blade».[2]

## Образ в литературе
Раду является одним из персонажей романа Криса Хамфриса «Дракула. Последняя исповедь»/«Vlad: The Last Confession» (2009).